# Frane Brozina
Frane Brozina, krojač, član organizacije TIGR, * 3. julij 1905, Jelšane, † (?).
Bil je član tajne celice organizacije TIGR v Jelšanah, ki je z ostalimi celicami organizacije predvsem v Rupi in Jušićih pa tudi drugih krajih sodelovala preko Viktorja Bobka. Sodeloval je v akciji, ko so hoteli po bregu na cesto zvaliti 200 sodov bitumna. Z blokado ceste so želeli preprečiti potovanje Benitu Mussoliniju. Ker se je na pobočju hriba pojavila vojaška izvidnica akcija ni uspela, udeleženci pa so se še pravočasno porazgubili v temno noč.